# Safet Berisha
Safet Berisha (* 11. November 1949 in Durrës; † 19. Oktober 2016 Arezzo) war ein albanischer Fußballspieler.

## Karriere

### Verein
Berisha begann seine Karriere beim Verein KS Teuta Durrës, für den er von 1966 bis 1968 spielte. Im Anschluss wechselte er zu FK Partizani Tirana, wo er bis zum Ende seiner aktiven Karriere 1983 blieb. Mit Partizani gewann er insgesamt drei albanische Meistertitel (1971, 1979, 1981), drei nationale Pokalsiege (1970, 1973, 1980) sowie den Balkancup 1970.

### Nationalmannschaft
Berisha absolvierte zwischen 1970 und 1981 insgesamt 21 Länderspiele für die albanische Nationalmannschaft. Sein Debüt gab er am 13. Dezember 1970 in einem EM-Qualifikationsspiel gegen die Türkei. Im November 1981 erfolgte sein letzter Einsatz bei einer deutlichen 0:8-Niederlage gegen die 
Bundesrepublik Deutschland im Rahmen der WM-Qualifikation.

## Privates
Nach dem Ende seiner aktiven Laufbahn emigrierte Berisha 1992 mit seiner Familie nach Italien, wo er sich zunächst in Bari, später in Arezzo niederließ. Dort arbeitete er als Rettungssanitäter.
Safet Berisha verstarb am 19. Oktober 2016 im Alter von 66 Jahren in Arezzo.